# جمشید امیرخانلو
جمشید امیرخانلو بازیکن بازنشسته فوتبال اهل ایران است. وی در سال ۷۲ مهاجم اصلی تیم استقلال بوده است.

## دوران حرفه‌ای
او در جام شهید اسپندی برای تیم پرسپولیس و در لیگ دسته سوم برای تیم استقلال به میدان رفته است. همچنین در لیگ قدس پیراهن تیم دارایی را برتن کرده است.

## افتخارات

### به عنوان بازیکن

#### استقلال
- دسته سوم: ۱۳۷۲